# 李離
李 離（り り、? - 309年）は、五胡十六国時代成漢の人物。李特の妹婿である李含の子。

## 生涯
元康6年（296年）、李特が略陽・天水を初め6郡の民を引き連れて益州に移ると、父と共にこれに付き従った。
後に梓潼郡太守に任じられた。
永寧元年（301年）、李特が益州刺史羅尚と流民の処遇で対立して挙兵すると、李離もこれに応じた。
建初元年（303年）2月、李特が戦死すると、弟の李流が後を継いだ。
5月、荊州刺史宗岱が孫阜と共に李流討伐を掲げて到来すると、父の李含は李流へ降伏を勧め、李流はこれに従って子の李世と李含の子の李胡を孫阜へ人質として派遣した。李離は父が降伏しようとしていると聞いて梓潼から馳せ戻り、諫めようとしたが聞き入れられなかった。その為、李雄と共に孫阜の軍を襲おうと計画し、李雄へ「もしもこの謀が成功したら、君を三年で君主に推戴することを約束する」と語った。李雄は「危機は眼前に迫っている。あなたの考えの通りにすべきだ。だが、二老（李流と李含）が従わないのをどうすべきだろうか」と問うた。李離は「今この事態を止める為には、大事を決行するしかない。翁（李流）は君の叔父であるが、既に時勢を得ていない。老父（李特）の志は君にあるのだ。今さら彼らと議論することなどない」と諭すと、李雄は大層喜んだ。
李離は李雄と共に孫阜軍を攻撃してこれに大勝した。宗岱もまた墊江で死去した為、荊州軍は撤退した。李流は李離をただ者ではないと考えるようになり、以後重任を委ねるようになったという。後に折衝将軍に任じられた。
9月、李流が亡くなると、李雄が後を継いだ。李離は智謀に長けていたので、兄の李国と共に李雄に大いに信任され、事の大小に関わらず全ての政務に関与した。李離もまたこれに応え、力を尽くして李雄に仕えた。
建興元年（304年）10月、李雄が成都王を名乗ると、李離は太尉に進められた。
晏平2年（307年）5月、秦州の流民である鄧定・訇氐らが成固を占拠して漢中を攻撃すると、西晋の梁州刺史張殷は巴西郡太守張燕に討伐を命じた。鄧定は張燕に偽りの投降を行い、訇氐は密かに成都に向かって李雄に救援を要請した。李離は李雄の命により、李雲・李璜と共に2万の兵を率いて鄧定救援に向かった。李離が漢中に到達すると、漢中郡太守杜孟治は張燕へ包囲を解いて城を守るように命じたが、李離は先んじて武肇の陣営を撃破し、さらに宣定を攻撃してこれも破った。張燕は大いに恐れ、百騎ばかりを率いて逃走を図ると、追撃してこれを大破した。これにより州軍は尽く散亡し、杜孟治は城を棄てて逃走した。李離は漢中城に10日余り滞在した後、漢中の民を連れて軍を梓潼に帰還させ、彼らを蜀に移住させた。
晏平4年（309年）、李離は配下の訇琦と張金苟により暗殺された。李離の母や子は羅尚の下へ送られ、処刑された。